# Lliga europea de futbol americà
|  | Aquest article és sobre la competició iniciada el 2021. Per a la competició celebrada entre 1991 i 2007 vegeu National Football League Europe |

La Lliga europea de futbol americà (en anglès European League of Football, ELF) és una lliga professional de futbol americà. La lliga (a partir de la temporada 2023) consta de 17 equips ubicats a Alemanya, Polònia, Espanya, Àustria, Itàlia, Suïssa, Hongria, República Txeca i França, amb plans d'ampliació a 24 equips el 2024. La nova lliga es va crear oficialment el novembre de 2020 i va començar el 19 de juny de 2021.

## Història
L'anunci de la lliga va ser rebut amb l'escepticisme per part d'alguns responsables alemanys implicats en l'esport a causa dels fracassos de lligues similars en el passat. El president de la Lliga alemanya de futbol (GFL), Robert Huber, va dir: "...tenim experiència durant els darrers quaranta anys en l'execució de lligues a Alemanya i a Europa i tenim una bona visió de què són capaços els equips." No obstant això, el comissari de la lliga, Patrick Esume, creu fermament que aquesta lliga tindrà èxit perquè "el futbol americà està vivint un boom a Alemanya".
El març de 2021, la lliga va anunciar que havia arribat a un acord amb la NFL per poder utilitzar els noms dels antics equips de la NFL Europa. El mateix dia, es va anunciar que les franquícies d'Hamburg i Frankfurt farien servir els noms anteriors d'Hamburg Sea Devils i Frankfurt Galaxy. Aleshores es va anunciar que les franquícies d'Ingolstadt i Hannover no estaven preparades per començar el 2021, i van ser substituïdes per dos nous equips a Leipzig i Colònia. Les franquícies de Colònia, Berlín i Barcelona també van rebre els mateixos noms dels seus homòlegs de la NFL Europa.
El juny de 2021, la lliga va anunciar un acord de col·laboració amb la Federació Brasilera de Futbol (Brasil Futebol Americano), que contemplava oportunitats d'intercanvi per a jugadors, entrenadors i àrbitres seleccionats, així com la possibilitat d'organitzar un partit entre els campions ELF i BFA en el futur.
El juliol de 2021, la lliga va anunciar el seu partit inaugural d'estrelles (All-Star Game), que es va celebrar una setmana després del final de la temporada, el 3 d'octubre (Dia de la Unitat alemanya), al Friedrich-Ludwig-Jahn-Sportpark de Berlín. Va comptar amb una selecció dels millors jugadors de l'ELF, jugant contra la selecció masculina de futbol americà dels Estats Units.

### Arbitratge
Arbitrar a l'ELF és comparable a fer-ho a la NFL. El responsable de l'arbitratge des de la primera temporada de 2021 és l'antic àrbitre de la Lliga alemanya de futbol Kurt Paulus. En aquesta funció, s'encarrega d'entrenar i organitzar els equips arbitrals per a les jornades individuals de partits. A més, el cap d'arbitratge i els seus adjunts es coordinen permanentment amb el comissari i el Comitè de Competició per a canvis de regles i aplicació de noves normes.
Els equips d'arbitratge estan formats per set àrbitres de camp que romanen junts durant tota la temporada. Durant un partit, es connecten mitjançant un intercomunicador i en diàleg al camp en anglès. La temporada 2022, els àrbitres provenien de 16 països europeus diferents. Amb l'excepció de la GFL i el seu òrgan de govern, els àrbitres que xiulen a l'ELF poden participar en lligues nacionals durant la temporada baixa de l'ELF.

## Plantilla i sou
Els equips estan formats per un màxim de 53 jugadors, més 12 més a l'equip de pràctiques a partir del 2023. Com que els jugadors locals són un dels principals focus de la lliga, hi ha limitacions en el nombre d'estrangers. Cada equip només pot tenir un màxim de quatre jugadors estatunidencs, canadencs, mexicans o japonesos (A-players) i un màxim de deu jugadors estrangers més per a la temporada 2021, que després es va reduir a vuit jugadors per a la temporada 2022 i sis jugadors per a la 2023. Tanmateix, la sentència Bosman impedeix la discriminació contra els ciutadans de la UE en equips i lligues esportives de la UE. Els jugadors brasilers no van comptar per a la quota d'estrangeria per un acord d'associació de l'EFL amb la lliga brasilera (BFA) la temporada 2021.
La lliga té un topall salarial per a totes les franquícies que es divideix en tres grups salarials per als seus jugadors. Fins a vuit jugadors, inclosos els quatre llocs d'import A, reben un sou a temps complet. Per als jugadors estrangers nord-americans i japonesos, una franquícia pot pagar un sou que pot oscil·lar entre els 600 i els 3.000 euros al mes. El segon nivell consta de quatre jugadors de transició addicionals (internacionals o locals) amb un salari a temps parcial. Tots els altres membres de la llista es troben en el grup salarial local amb una jornada parcial marginal i uns ingressos mensuals que oscil·len entre els 100 i els 450 euros. Tots els jugadors contractats reben una assegurança mèdica i participen en una assegurança de pensions conjunta. Altres avantatges com l'habitatge i els àpats durant la temporada s'han de negociar individualment.

## Equips
- Conferència oest
- Conferència central
- Conferència est

La Lliga Europea de Futbol compta amb 16 equips en tres conferències a 9 països: 7 a Alemanya, 2 a Àustria i 1 a Txèquia, França, Hongria, Itàlia, Polònia, Espanya i Suïssa. L'ELF va començar amb 8 equips en la seva temporada inaugural el 2021. Això incloïa els Wroclaw Panthers de la lliga polonesa de futbol americana, i set noves franquícies: els Berlin Thunder, Cologne Centurions, Frankfurt Galaxy, Hamburg Sea Devils, Leipzig Kings i Stuttgart Surge a Alemanya i Barcelona Dragons a Espanya. L'objectiu de la lliga és expandir-se a almenys 24 equips de 10 països en el futur. Ja el 2021, Àustria, França i Anglaterra van ser identificats com a mercats interessats en noves franquícies, i els London Warriors, en particular, van expressar el seu interès a unir-se a la lliga.
Els Vienna Vikings i els Raiders Tirol de la lliga de futbol austríaca i els Istanbul Rams de la lliga de futbol turca s'hi van unir la temporada 2022, tot i que els Rams van abandonar un cop acabada la temporada. Un Rhein Fire reformat i inspirat en l'equip històric de la NFL Europa també s'hi va afegir durant la temporada 2022, després de moltes especulacions i expectació dels aficionats durant la temporada anterior. Els Milano Seamen s'hi van unir la temporada 2023, que també va veure als Fehérvár Enthroners de la lliga de futbol hongaresa i els Prague Lions de la lliga txeca de futbol americà s'uneixen, juntament amb tres noves franquícies: els Helvetic Guards de Suïssa, els Munich Ravens d'Alemanya i els Paris Musketeers de França. Els Leipzig Kings van ser exclosos de la lliga durant la temporada 2023.

### Equips actuals
| Equip                | Ciutat              | Estadi(s)                       | Capacitat      | Any            | Entrenador            |
| Division North       | Division North      | Division North                  | Division North | Division North | Division North        |
| -------------------- | ------------------- | ------------------------------- | -------------- | -------------- | --------------------- |
| Berlin Thunder       | Berlín              | Friedrich-Ludwig-Jahn-Sportpark | 19,708         | 2021           | Johnny Schmuck        |
| Hamburg Sea Devils   | Hamburg             | Stadion Hoheluft                | 11,000         | 2021           | Charles "Yogi" Jones  |
| Nordic Storm         | Copenhaguen         | Gladsaxe Stadion                |                | 2025           |                       |
| Rhein Fire           | Düsseldorf/Duisburg | Schauinsland-Reisen-Arena       | 31,514         | 2022           | Jim Tomsula           |
| Division West        |                     |                                 |                |                |                       |
| Cologne Centurions   | Colònia             | Südstadion                      | 11,748         | 2021           | Christos Lambropoulos |
| Frankfurt Galaxy     | Frankfurt           | PSD Bank Arena                  | 12,542         | 2021           | Thomas Kösling        |
| Paris Musketeers     | París               | Stade Jean Bouin                | 20,000         | 2023           | Marc Mattioli         |
| Stuttgart Surge      | Stuttgart           | Gazi-Stadion auf der Waldau     | 11,410         | 2021           | Jordan Neuman         |
| Division South       |                     |                                 |                |                |                       |
| Helvetic Mercenaries | Zúric               | Lidl Areda Wil                  | 6,000          | 2023           | Norm Chow             |
| Madrid Bravos        | Madrid              | Estadio Vallehermoso            | 10,000         | 2024           |                       |
| Munich Ravens        | Múnic               | Sportpark Unterhaching          | 15,053         | 2023           | John Shoop            |
| Tirol Raiders        | Innsbruck           | Tivoli Stadion Tirol            | 16,008         | 2022           | Kevin Herron          |
| Division East        |                     |                                 |                |                |                       |
| Fehérvár Enthroners  | Székesfehérvár      | First Field                     | 3,500          | 2023           | Jaime Hill            |
| Prague Lions         | Praga               | eFotbal Arena                   | 5,037          | 2023           | Dan Disch             |
| Vienna Vikings       | Viena               | Generali Arena Vienna           | 17,500         | 2022           | Chris Calaycay        |
| Wrocław Panthers     | Breslau             | Wrocław Olympic Stadium         | 11,000         | 2021           | Dave Christensen      |

### Futurs equips
| Equip              | ciutat    | Estadi(s) | Capacitat | Inici | Entrenador en cap |
| ------------------ | --------- | --------- | --------- | ----- | ----------------- |
| Amsterdam Admirals | Amsterdam |           |           | 2026  |                   |

### Anteriors
| Equip             | Ciutat             | Inici | Fi   | Destí |
| ----------------- | ------------------ | ----- | ---- | --- |
| Istanbul Rams     | Istanbul           | 2022  | 2022 | En pausa per al 2023; tornarà a la lliga turca |
| Leipzig Kings     | Leipzig            | 2021  | 2023 | La llicència per participar en la Lliga Europea de Futbol es va "retirar" durant la temporada 2023 després de no complir amb les obligacions financeres de la lliga. L'equip estarà en pausa fins que es trobin nous propietaris locals. |
| Barcelona Dragons | Barcelona/Terrassa | 2021  | 2024 | |
| Milano Seamen     | Milà               | 2023  | 2024 | |

## Campions
| Equip              | Títols | Subcampions | Anys guanyats | Any(s) subcampió |
| ------------------ | ------ | ----------- | ------------- | ---------------- |
| Rhein Fire         | 2      | 0           | 2023, 2024    | –                |
| Frankfurt Galaxy   | 1      | 0           | 2021          | –                |
| Vienna Vikings     | 1      | 1           | 2022          | 2024             |
| Hamburg Sea Devils | 0      | 2           | –             | 2021, 2022       |
| Stuttgart Surge    | 0      | 1           | –             | 2024             |

### Finals
| Negreta | Equip guanyador del campionat |

| Edició | Temp. | Equip 1            | Res.  | Equip 2          | Seu                                 | MVP                   | Assistència | refs.         |
| ------ | ----- | ------------------ | ----- | ---------------- | ----------------------------------- | --------------------- | ----------- | ------------- |
| I      | 2021  | Hamburg Sea Devils | 30-32 | Frankfurt Galaxy | Merkur Spiel-Arena, Düsseldorf      | Jakeb Sullivan (GAL)  | 22.000      | [ 23 ] [ 24 ] |
| II     | 2022  | Hamburg Sea Devils | 15-27 | Vienna Vikings   | Estadi Wörthersee, Klagenfurt       | Kimi Linnainmaa (VIK) | 14.566      | [ 25 ]        |
| III    | 2023  | Rhein Fire         | 53-34 | Stuttgart Surge  | Schauinsland-Reisen-Arena, Duisburg | Jadrian Clark (FIR)   | 31.500      |               |
| IV     | 2024  | Vienna Vikings     | 20-51 | Rhein Fire       | Veltins-Arena, Gelsenkirchen        | Jadrian Clark (FIR)   | 41.364      |               |
| V      | 2025  |                    |       |                  | MHPArena, Stuttgart                 |                       |             |               |

## Retransmissió
A països com Alemanya, Àustria i Suïssa alguns dels partits són retransmesos per canals de televisió. Per al cas d'Espanya, Esport3 retransmet els partits dels Barcelona Dragons. Tots els partits estan disponibles per a tot el món al lloc web de la lliga, servei inicialment proporcionat per l'empresa britànica StreamAMG i, a partir del 2023, per Endeavour Streaming.